# Eifel
Eifel [ajfl] je vrchovina v západním Německu na území spolkových zemí Severní Porýní-Vestfálsko a Porýní-Falc, která zasahuje až do Belgie. Eifel je na jihu ohraničen řekou Moselou a na východě Rýnem, na západě přechází v Ardeny. Nejvyšší horou je Hohe Acht (747 m n. m.).

## Geografie
Vrchovina Eifel se dělí na několik částí.
- Nejsevernější část, severně od řeky Ahr, je Ahrgebirge.
- Jižně od řeky Ahr je Vysoký Eifel (Hohe Eifel) s nejvyšší horou Hohe Acht (747 m n. m.).
- Západní, málo osídlená část směrem do Belgie se v Německu nazývá Schneifel (původně „sněžný Eifel“) a za hranicí Islek.
- Jižní, úrodná část nad řekou Moselou je Voreifel.

Severní část v Porýní-Vestfálsku o rozloze asi 110 km² je od roku 2004 chráněna jako Národní park Eifel.

## Geologie
Eifel tvoří součást porýnského masivu, většinou z břidličnatých hornin, který vznikl za hercynského vrásnění asi před 300 miliony let. Ve třetihorách a čtvrtohorách zde byla intenzivní sopečná činnost, zejména v jižní části, a je zde řada maarových jezírek a jezer. To jsou jakési zárodky sopek, které však nevytvořily okolní val a jícen se vyplnil vodou. Nejznámější je jezero Laach (Laacher See).

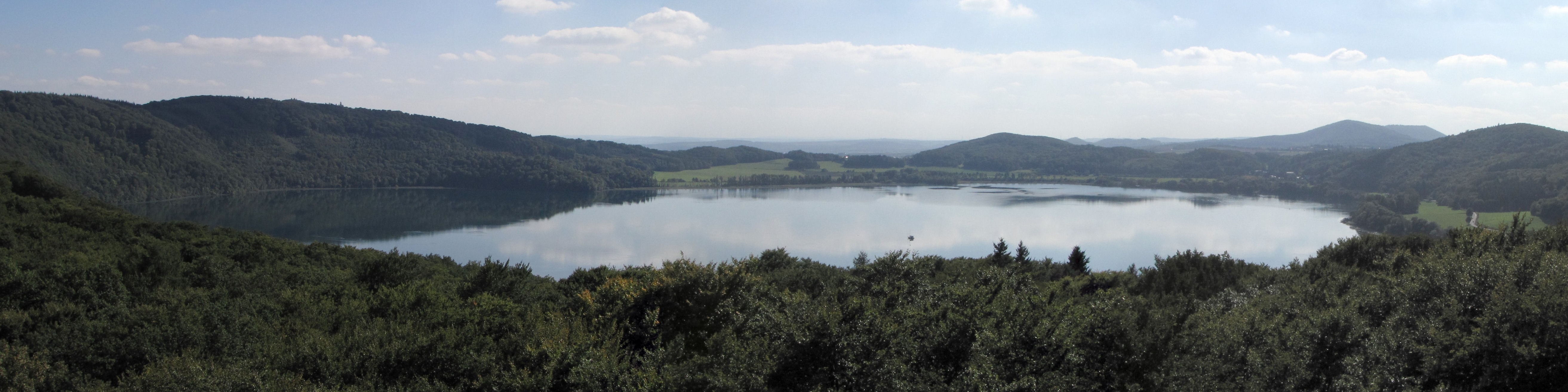
Jezero Laach, v pozadí klášter Maria Laach